# Melkam Gisaw
Melkam Gizaw Tola (* 17. September 1990) ist eine äthiopische Langstreckenläuferin.

## Werdegang
2009 wurde sie Zweite beim Reims-Marathon. Im Jahr darauf wurde sie Vierte beim Paris-Halbmarathon, Sechste beim Paris-Marathon und siegte in Reims. 2011 folgte einem achten Platz in Paris ein sechster beim Eindhoven-Marathon. 2012 kam Melkam Gizaw Tola beim Düsseldorf-Marathon auf den dritten Platz.
Im Oktober 2015 gewann sie den Ljubljana-Marathon und 2016 wurde sie Zweite beim Seoul International Marathon.

## Persönliche Bestzeiten
- Halbmarathon: 1:11:17 h, 11. April 2010, Paris (Zwischenzeit)
- Marathon: 2:24:28 h, 20. März 2016, Seoul